# Мито Анков
Мито (Димитър) Иванов Анков е български революционер, един от основателите на конната сотня на българското опълчение. Развива революционна дейност във Врачанския революционен комитет, където е подпредседател. Зачислен е в първа рота на шеста дружина на опълчението. Участвал е в битката при Стара Загора битката Битка при Шипка. Автор е на книгата „Размирни години“. През 1877г. е награден с орден „Георгиевски кръст IV степен“ 

## Биография
Роден е през 1844 г. в град Враца е роден в семейството на Йованчо (Иванчо) Анков. Бил е подпредседател и председател на местния революционен комитет във Враца. Участва в Априлското въстание, а след неговия разгром е арестуван. Лежи във Видинския и Русенския затвори. След това емигрира в Румъния. По време на Руско-турската война от 1877 – 1878 г. става един от основателите на конната сотня на българското опълчение. След освобождението работи като търговец и административен служител. Умира на 18 юни/1 юли 1909 г. в Оряхово.